# Río Seco y Montaña 3.ª Sección (Chinal)
Río Seco y Montaña 3.ª Sección (Chinal) es una localidad del municipio de Huimanguillo ubicado en la subregión de la Chontalpa del estado mexicano de Tabasco.

## Geografía
La localidad de Río Seco y Montaña 3.ª Sección (Chinal) se sitúa en las coordenadas geográficas 17°55′39″N 93°23′26″O / 17.927500, -93.390556, a una elevación de 22 metros sobre el nivel del mar.

## Demografía
Según el Conteo de Población y Vivienda 2020, efectuado por el Instituto Nacional de Estadística y Geografía, la localidad de Río Seco y Montaña 3.ª Sección (Chinal) tiene 968 habitantes, de los cuales 506 son del sexo masculino y 462 del sexo femenino. Su tasa de fecundidad es de 2.56 hijos por mujer y tiene 228 viviendas particulares habitadas.
| Gráfica de evolución demográfica de Río Seco y Montaña 3.ª Sección (Chinal) entre 1980 y 2020 |
|                                                                                               |
| INEGI.                                                                                        |